# 埃德加·赖因哈特
埃德加·赖因哈特（德語：Edgar Reinhardt，1914年5月21日—1985年1月11日），德国男子手球运动员，场上位置是守门员。他曾代表德国参加1936年夏季奥林匹克运动会手球比赛，获得一枚金牌。